# Arno Bogenrieder
Arno Bogenrieder (* 5. Januar 1944 in Schramberg; † 18. Mai 2024) war ein deutscher Botaniker und emeritierter Professor der Fakultät für Biologie der Albert-Ludwigs-Universität Freiburg.

## Leben und Werk
Von 1963 bis 1972 studierte Bogenrieder Biologie und Chemie an der Universität Freiburg. 1969 legte er das erste Staatsexamen ab. Seine Staatsexamensarbeit trug den Titel Zur Floristik und Ökologie einiger Glazialrelikte im Naturschutzgebiet Feldberg (Schwarzwald). Im Jahr 1972 promovierte er bei Otti Wilmanns über Vergleichende physiologisch-ökologische Untersuchungen an Populationen subalpiner Pflanzen aus Schwarzwald und Alpen.
Nach einer Tätigkeit an der Eidgenössischen Anstalt für das Forstliche Versuchswesen als Leiter der Arbeitsgruppe Ökophysiologie im Hochgebirgsprogramm kehrte Bogenrieder 1973 als Akademischer Rat am Lehrstuhl für Botanik an die Universität Freiburg zurück. 1980 habilitierte er sich an der Universität Freiburg und erhielt die Venia Legendi im Fach Geobotanik.
Ab 1982 übernahm er eine zweite Professur am 1975 gegründeten Lehrstuhl für Geobotanik der Universität Freiburg.
Bogenrieders Forschungsschwerpunkte waren über die Jahre unter anderem experimentelle Ökologie, Vegetationskunde und -wandel, insbesondere Vegetation des Schwarzwaldes, der Alpen und der Oberrheinebene, sowie Untersuchungen zu Pinus rotundata im Schwarzwald und Alnus viridis in den Alpen.
Bogenrieder war neben Hans Kössel (Biochemie, Molekularbiologie) sowie Günther Osche und Klaus Günter Collatz (beide Zoologie) einer der Fachberater (für Botanik) bei den ersten Auflagen des Herder-Lexikon der Biologie sowie Fachberater beim Herder-Lexikon der Biochemie und Molekularbiologie.
Zudem war er Naturschutzbeauftragter des Landkreises Breisgau-Hochschwarzwald.

## Publikationen (Auswahl)
- Felsen als Lebensraum. In: Ornithologische Jahreshefte für Baden-Württemberg. Band 31, 2016, S. 249–264.
- Der Feldberg im Schwarzwald. In: Tuexenia Beiheft. 6, 2013, S. 7–28.
- Die Vegetation der Weidfelder und der waldfreien Sonderstandorte. In: Regierungspräsidium Freiburg (Hrsg.): Der Feldberg – Subalpine Insel im Schwarzwald. Thorbecke-Verlag, 2012, S. 105–180.
- Moore – Reste der Urlandschaft? In: Berichte der Naturforschenden Gesellschaft zu Freiburg. Band 100, 2010, S. 1–60 (zobodat.at [PDF; 5,8 MB; abgerufen am 22. April 2023]).
- Die Vegetation des Schönbergs. In: Der Schönberg. Natur- und Kulturgeschichte eines Schwarzwald-Vorberges. Lavori-Verlag, Freiburg i.Br. 2006, S. 55–100.
- Schwarzwald und Vogesen – ein vegetationskundlicher Vergleich. In: Mitt. Bad. Landesver. Naturkunde u. Naturschutz. NF 17, 4, 2001, S. 745–792.
- Sukzession auf Rohböden – Ein Überblick. In: Culterra. 26, 2000, S. 1–13.
- Altern und Tod bei Pflanzen. In: PdN-Bio. 6/48. Jg., 1999, S. 10–15.
- mit O. Wilmanns: Die Entwicklung von Flaumeichenwäldern im Kaiserstuhl im Laufe des letzten halben Jahrhunderts. In: Forstarchiv. 66/4, 1995, S. 167–174.
- mit O. Wilmanns: Der Einfluß von Schaf- und Rinderbeweidung auf die Weidfeldvegetation der Feldbergkuppe. Eine Auswertung langjähriger Beobachtungsreihen. In: Veröff. Naturschutz Landschaftspflege Bad.-Württ. 66, Karlsruhe 1991, S. 7–30.
- mit O. Wilmanns: Phytosociology in vineyards – results, problems, tasks. In: G. Esser, D. Overdieck (Hrsg.): Modern Ecology: Basic and Applied Aspects. Elsevier, Amsterdam/London/New York/Tokyo 1991, S. 399–441.
- mit O. Wilmanns und A. Schwabe-Kratochwil: Jahrestagung der Floristisch-Soziologischen Arbeitsgemeinschaft vom 20. bis 23. Juli 1990 in und um Freiburg im Breisgau. In: Tuexenia. 11, Göttingen 1991, S. 461–482.
- Pflanzen prägen Lebensräume. In: Biuz. 20, Weinheim 1990, S. 102–103, 121–122, 297–298.
- Ökologische Aspekte biotechnologischer Verfahren in der Pflanzenzüchtung. In: St. Albrecht (Hrsg.): Die Zukunft der Nutzpflanzen. Biotechnologie in Landwirtschaft und Pflanzenzüchtung. Campus, Frankfurt/New York 1990, S. 102–107.
- mit A. Miyawaki, S. Okuda und J. White (Hrsg.): Vegetation Ecology and Creation of New Environments. Tokyo 1987.
- mit O. Wilmanns: Veränderungen der Buchenwälder im Laufe von vier Jahrzehnten und ihre Interpretation – pflanzensoziologische Tabellen als Dokumente. In: Abhandlungen aus dem Landesmuseum für Naturkunde zu Münster in Westfalen. Heft 2/3, 1986, S. 55–80.
- mit O. Wilmanns und Y. Nakamura: Vergleichende Studien des Pinus-Krummholzes in den Japanischen und Europäischen Alpen. In: Tuexenia. 5, 1985, S. 335–358.
- mit L. Huck und E. Liehl: Rund um die Freiburger Hütte. Ein naturkundlicher Wanderführer. Schillinger-Verlag, Freiburg 1984.
- Soil salination in the irrigation agriculture of arid areas. In: Plant Research and Development. 16, 1982.
- Die Flora der Weidfelder, Moore, Felsen und Gewässer. In: Der Feldberg im Schwarzwald.- Eine subalpine Insel im Mittelgebirge. Hrsg. Landesanstalt für Umweltschutz Baden-Württemberg. Karlsruhe 1982.
- Bodenversalzung in der Bewässerungslandwirtschaft arider Zonen. In: Naturwissenschaftliche Rundschau. 35, 1982, S. 103–109.
- Alpenpflanzen im Mittelgebirge – der Feldberg im Schwarzwald. In: Biologie in unserer Zeit. 11, 1981, S. 174–182.
- Vergleichende physiologische-ökologische Untersuchungen an Populationen subalpiner Pflanzen aus Schwarzwald und Alpen. In: Oecol. Plant. 9, 1974, S. 131–156.
- mit O. Wilmanns: Zur Floristik und Ökologie einiger Pflanzen schneegeprägter Standorte im Naturschutzgebiet Feldberg (Schwarzwald). In: Veröff. Landest. f. Naturschutz und Landschaftspflg. Baden-Württ. 36, 1968, S. 7–26.